# むらいこうじ
むらいこうじ（本名：村井 康二、1941年12月4日 - ）は、日本の芸術家、オルゴール作家、道化研究家。東京都出身。
道化をテーマに絵画・写真・舞台美術・オルゴールなどの制作の活動を続けている。

## 経歴
写真家として訪れたパリで出会った人形をきっかけに、道化（クラウンとピエロ）の研究と制作を開始。1977年  木枠の箱の引き出しを開けると、オルゴールに合わせて中の紙製の人形や木馬が踊る「ダンシングクラウン」が発表され、作品は企業広告などで使用された 。
2007年「横浜人形の家」で個展を開催。